# Bacula
Bacula es una colección de herramientas de respaldo capaz de cubrir las necesidades de respaldo de equipos bajo redes IP. Se basa en una arquitectura Cliente-servidor que resulta eficaz y fácil de manejar, dada la amplia gama de funciones y características que brinda; copiar y restaurar ficheros dañados o perdidos. Además, debido a su desarrollo y estructura modular, Bacula se adapta tanto al uso personal como profesional, desde un equipo hasta grandes parques de servidores.

## Componentes
Los componentes de Bacula: generalmente usado en sistemas u organizaciones donde la información es ingresada desde un dispositivo o punto final de red (PC de escritorio), transporta parte de sus datos a un servidor directamente desde la dirección IP. Todo el conjunto de elementos que forman Bacula trabaja en sincronía y es totalmente compatible con bases de datos como MySQL, SQLite y PostgreSQL.

## Bacula-director daemon
Es el demonio que gestiona la lógica de los procesos de backup y los demás servicios. El servidor de la base de datos debe estar accesible desde la máquina que ejecuta este demonio (o también puede estar en la misma máquina y escuchar en localhost).
En el archivo de configuración de este demonio se especifica dónde y cómo acceder al resto de demonios y recursos, la contraseña para el acceso mediante bacula-console y los trabajos o jobs.

## Bacula-storage daemon
Este demonio es el encargado de manejar los dispositivos de almacenamiento; esto exige que este demonio esté instalado en la máquina que posea la conexión física a los dispositivos de almacenamiento, tales como discos locales, grabadoras de CD o DVD, unidades de cinta, volúmenes NAS o SAN, autocargadores o librerías de cinta.

## Bacula-file daemon
Mediante este demonio, Bacula obtiene los ficheros que necesita respaldar. Así pues, éste es el componente que hay que instalar en las máquinas que necesiten respaldo. Realiza la misma función que los "agentes" en otros sistemas de backup.
Este archivo de configuración es el más simple de todos: simplemente especifica qué directores pueden realizarle peticiones.
Para poder interactuar con el servicio de backup es necesario un cliente.

## Bacula-console
Es un programa que permite comunicarse con bacula-director (mientras esté funcionando). Tiene dos versiones, una estilo terminal y otra estilo interfaz gráfica para Gnome. Permite realizar consultas y disparar tareas, por ejemplo.

## Consolas web
Existen varias consolas web para el Bacula como proyectos independientes.

### Bacula web
Bacula-web se encuentra actualmente en estado estable y tiene las siguientes características:
- Interfaz centralizada.
- Informes sobre pools, volúmenes, trabajos de respaldo y clientes.
- Autenticación y listas de control de acceso.
- Opciones para informes personalizados.

Versión 9.4.0, 14 de enero de 2024
- Sitio web del proyecto: https://www.bacula-web.org/

### Webacula
- Última versión: 5.5.0 (2011-05-13)[1]
- Licencia GPL v3.
- Sitio web del proyecto:

### bweb
Interfaz desarrollada en Perl que permite operaciones básicas como correr trabajos, restaurar y obtener estadísticas. Obtiene la información desde la base de datos y desde el programa bconsole.

### Bacuview
Permite ver el estado de los trabajos, los clientes, medios y pools del sistema.
Se encuentra desarrollado en Ruby on Rails.
- Última versión: 1.5 (3 de diciembre de 2006)
- http://bacuview.rubyforge.org/ Archivado el 10 de mayo de 2011 en Wayback Machine.

## Historia de versiones
| Date                | Event                                           |
| ------------------- | ----------------------------------------------- |
| Enero de 2000       | Comienzo del proyecto                           |
| 14 de abril de 2002 | First release to SourceForge.net (version 1.16) |
| 29 de junio de 2006 | Release 1.38.11 (Final version 1 release)       |
| Enero de 2007       | Release 2.0.0                                   |
| Septiembre de 2007  | Release 2.2.3                                   |
| Junio de 2008       | Release 2.4.0                                   |
| Abril de 2009       | Release 3.0.0                                   |
| Enero de 2010       | Release 5.0.0                                   |
| Septiembre de 2010  | Release 5.0.3                                   |
| Septiembre de 2012  | Release 5.2.11                                  |
| Febrero de 2013     | Release 5.2.13                                  |